# Ōkouchi Masatoshi

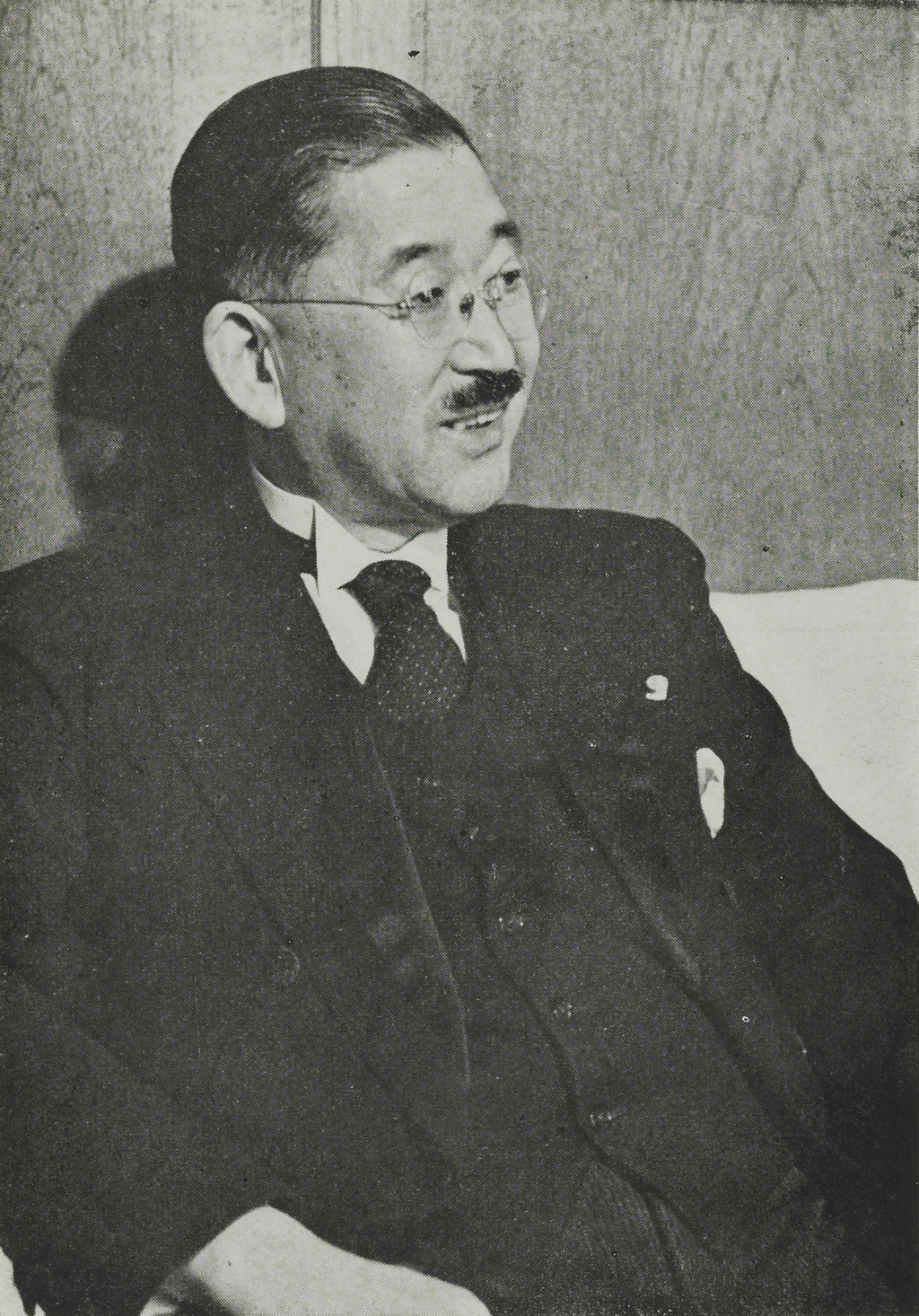
Ōkouchi Masatoshi

Ōkouchi Masatoshi (japanisch 大河内 正敏; geboren 6. Dezember 1878 in Tōkyō; gestorben 29. August 1952 ebenda) war ein japanischer Naturwissenschaftler und Unternehmer.

## Leben und Wirken
Ōkouchi Masatoshi wurde als Sohn des letzten auf der Burg Yoshida (Provinz Mikawa) residierenden Fürsten in Tōkyō geboren. Er machte 1903 seinen Studienabschluss an der Universität Tōkyō. Er wurde Mitarbeiter in seiner Fakultät, bildete sich von 1908 bis 1911 in Deutschland und Österreich weiter. Nach seiner Rückkehr wurde er Professor. 1914 wurde er zum Doktor der Naturwissenschaft promoviert. In der Zeit wandte er sich der Politik zu und 1918 wurde ins Oberhaus des Parlaments gewählt.
Ōkouchi war 1917 Mitbegründer des Instituts für Physikalische und Chemische Forschung (理化学研究所, Rikagaku kenkyūjo), kurz RIKEN. Er wirkte von 1921 bis 1946 als dessen Direktor. 1927 gründete er die „Riken Industries“ (理化学興業株式会社, Rikagaku kōgyō kabushiki kaisha), einen kommerziellen Ableger zur Vermarktung der Forschungsergebnisse. Unterstützt durch militärische Aufträge expandierte das Unternehmen in den 1930er Jahren in die Bereich Metall, Maschinenbau und Chemie. Bis 1945 entwickelte sich die Einrichtung zu einer Gruppe von mehr als 60 Unternehmen. 1942 gab Ōkouchi die Präsidentschaft des Riken auf und übernahm die Leitung der „Industrial Machinery Control Association“. Er wirkte daneben als Berater der Regierung, was die Vergabe von Produktionsaufträgen anging.
Nach Ende des Pazifikkriegs wurde Ōkouchi bis 1951 von allen öffentlichen Ämtern aus geschlossen.
Ōkouchi ist vor allem bekannt für die Organisation der „Wissenschafts-Industrie“. Um die japanische Industrie zu modernisieren, trat er für technische Weiterbildung, kreative Unternehmensführung und schnelle Anwendung von Forschungsergebnissen aus der Physik und Chemie ein. Zu seinen Publikationen gehören „Allgemeine Theorie des industriellen Managements“ (工業経営総論, Kōgyō keie sōron) aus dem Jahr 1936, „Japan, das Land, das kann“ (持てる国日本, Moteru kuni Nihon), 1939 und „Schmecken“ (味覚, Mikaku) 1947.